# 奧德拉德內 (蘇梅州)
51°48′20″N 33°58′4″E / 51.80556°N 33.96778°E
奧德拉德內（烏克蘭語：Одрадне）是位於烏克蘭東北部的村莊，由蘇梅州紹斯特卡區的貝雷扎市鎮負責管轄。該村距離扎爾基夫希納、波皮夫希納和霍里莱1.5公里，海拔高度207米，2001年人口2。